# براكستون ميلر
براكستون ميلر (بالإنجليزية: Braxton Miller)‏ هو لاعب كرة قدم أمريكية أمريكي، ولد في 30 نوفمبر 1992 في سبرينغفيلد في الولايات المتحدة.

## وصلات خارجية
- براكستون ميلر على موقع مرجع كرة القدم المحترفة.كوم (الإنجليزية)